# Lemnijščina
Lemnijščina je izumrl tirenski jezik, ki se je govoril na otoku Lemnos v Grčiji v drugi polovici šestega stoletja pr. n. št. Jezik je večinoma izpričan skozi napis na grobni steli, Lemnoški steli, ki so jo leta 1885 odkrili blizu vasi Kaminija. Glede na ostanke lončenine je lemnijščino govorila večja skupnost. Leta 2009 je bil v mestu Hefajstija, glavnem mestu Lemnosa, najden drug lemnijski napis. Lemnijščina je sorodna etruščini in retijščini. Lemnijščino je v šestem stoletju pr. n. št. z atensko prisvojitvijo Lemnosa nadomestila atiška grščina.

## Pisava
Lemnijščina je bila pisana v zahodnogrški abecedi, ki se pojavlja tudi v širši regiji celinske osrednje in severne Grčije, kot tudi na Evboji in starogrških kolonijah v Italiji. Lemnijska abeceda je podobna arhaičnim abecedam etruščine v južni Etruriji.

## Razvrstitev
Po teoriji nemškega jezikoslovca Helmuta Rixa je lemnijščina kot del tirenske jezikovne družine preko besedišča in slovnice tesno povezana z retijščino in etruščino. Etruščina in lemnijščina imata dve unikatni obliki dajalnika, tip I *-si in tip II *-ale, ki jih najdemo tako na Lemnoški steli kot tudi na nekaterih etruških napisih. Med jezikoma obstajajo tudi leksikalna ujemanja, kot sta lemnijski 'avis', 'leto', in etruški 'avils' (v rodilniku) ter lemnijski 'šialχvis' in etruški 'šealχls' (v rodilniku) z enako zasnovo po vzoru števnik + desetiška pripona + končnica. Jezika si prav tako delita rodilniško končnico *-s in končnice za enostavni preteklik v *-a-i (etruščanski -/e/, kot v 'ame','bil' (<*amai); lemnijski -/ai/, kot v 'šivai', 'živel').
Rixovo teorijo tirenske jezikovne družine podpirajo jezikoslovci, kot so Stefan Schumacher, Carlo De Simone, Norbert Oettinger, Simona Marchesini in Rex E. Wallace. Skupne značilnosti etruščine, retijščine in lemnijščine so opazili v oblikoslovju, glasoslovju in skladnji. Dokumentiranih je le malo lekiskalnih ujemanj med jeziki, bodisi zaradi skromnega števila retijskih in lemnijskih besedil bodisi zaradi zgodnjega datuma delitve obeh jezikov. Tirenska jezikovna družina velja za družino staroevropskih jezikov in je nastala še pred prihodom indoevropskih jezikov v južno Evropo.
Po mnenju nizozemskega zgodovinarja Luuka De Ligita bi lemnijščina v Egejsko morje lahko prišla s prihodom skupin mikenskih plačancev s Sicilije, Sardinije in Apeninskega polotoka v pozni bronasti dobi. Znanstveniki, kot so Norbert Oettinger, Michel Gras in Carlo De Simone, menijo, da je lemnijščina dokaz o etruščanski trgovski naselbini že pred letom 700 pred našim štetjem, ki ni povezana z ljudstvi z morja. Po več kot 90 letih arheoloških izkopavanj na Lemnosu niso našli ničesar, kar bi potrjevalo selitev z Lemnosa v Etrurijo ali v Alpe, kjer so govorili retijščino. Avtohtoni prebivalci Lemnosa so bili Sinti, trakijsko pleme.
Arheogenetska analiza etruščanskih posameznikov iz leta 2021 je pokazala, da so bili Etruščani avtohtoni in genetsko podobni Latinom zgodnje železne dobe ter da je etruščanski jezik poleg ostalih tirenskih jezikov preživeli jeziki teh jezikov, ki so bili razširjeni vsaj med neolitikom do prihoda indoevropskih jezikov, kar je trdil že nemški genetik Johannes Krause. Krause je verjel, da so se baskovščina, paleosardinščina ter minojščina razvili na celini tekom neolitske revolucije, pomanjkanje anatolskih primesi ter iranskega ozadja Etruščanov pa nakazuje na preseljevanje ljudstev z Apeninskega polotoka.

## Samoglasniki
Lemnijščina je, tako kot etruščina, poznala štiri samoglasnike, to so i, e, a in o. Ker so podobne samoglasniške sisteme s po štirimi samoglasniki poznali tudi okoliški jeziki, npr. hetitščina gre morda za zgodenj primer okoliških vplivov na posamezen jezik.

## Lemnoška stela
Stela, znana tudi kot Kaminijska stela, je bila vgrajena v steno cerkve v Kaminiji in je danes v Nacionalnem arheološkem muzeju v Atenah. Datacija stele v šesto stoletje temelji na tem, da je leta 510 pr. n. št. atenski kralj Miltijad vdrl na Lemnos in ga heleniziral.[23] Stela vsebuje nizek doprsni relief moškega ter besedilo, ki je napisano v pisavi, podobni zahodnogrški abecedi. Besedilo je zapisano v bustrofedonu in je bil prečrkovan, vendar neuspešno preveden, dokler ni prišlo do resne jezikovne analize s primerjavami z etruščino v kombinaciji s preboji v prevajanju etruščanskih besedil.
Napis je sestavljen iz 198 znakov, ki tvorijo od 33 do 40 besed, ločevanje besed je včasih označeno z eno do tremi pikami. Besedilo na sprednji strani je sestavljeno iz treh delov, dveh napisanih navpično (1; 6-7) in enega vodoravno (2-5). Razumljiv je izraz 'sivai avis šialχvis ('živel štirideset let', B.3), ki spominja na etruščanski 'maχs śealχis-c ('in petinštirideset let') in se očitno nanaša na osebo, ki ji je bil posvečen ta nagrobni spomenik. Oseba je bila holaiesi φokiašiale ('Holaie Phokiaš' B.1 ) oziroma uradnik - maras. 'marasm avis aomai' ('in je bil maras eno leto' B3).[24] Nenavadno je, da besedilo vsebuje tudi besedo 'naφoθ', za katero se zdi, da je povezana z etruščanskim 'nefts', 'nečak/stric'; vendar gre za precej jasno izposojo iz latinskega 'nepot-', kar nakazuje na priseljevanje ljudstev z Apeninskega polotoka (ali pa so si to indoevropsko besedo neodvisno izposodili od drugod).